# Chionochloa rigida
Chionochloa rigida är en gräsart som först beskrevs av Etienne Fiacre Louis Raoul, och fick sitt nu gällande namn av Victor Dmitrievich Zotov. Chionochloa rigida ingår i släktet Chionochloa och familjen gräs. Utöver nominatformen finns också underarten C. r. amara.